# زیردریایی آی-۱۶۵
زیردریایی آی-۱۶۵ (به انگلیسی: Japanese submarine I-165) یک زیردریایی بود که طول آن 97.70 m (320 ft 6 in) بود. این زیردریایی در سال ۱۹۳۱ ساخته شد.